# Paramyia minuscula
Paramyia minuscula är en tvåvingeart som beskrevs av Papp 2001. Paramyia minuscula ingår i släktet Paramyia och familjen sprickflugor.
Artens utbredningsområde är Guyana. Inga underarter finns listade i Catalogue of Life.